# Porsche Macan
O Porsche Macan é um veículo utilitário esportivo, produzido pela Porsche desde 2014. É o SUV mais pequeno da marca abaixo do Porsche Cayenne. A primeira geração do Macan começou a sua produção em fevereiro de 2014, com versões a diesel e a gasolina. Em 2024, a marca lançou a segunda geração, desta vez enquanto um veículo 100% elétrico.
O carro foi originalmente conhecido por seu nome em chave de Cajun. Em 16 de fevereiro de 2012 a Porsche anunciou que o nome final do automóvel será "Macan". O nome Macan deriva da palavra em indonésio que significa tigre.

## Primeira geração (2014)

### Desenho
Durante o período de desenho, apontou-se que a carroceria, desenhada pelo italiano Walter de Silva, poderia ser de três portas, para diferenciá-lo do Cayenne.
Apontou-se ao Porsche 959 rally-raid como inspirador do espírito do Macan, com a apresentação de possíveis esquemas provenientes da casa Porsche.
Outras fontes dizem que será mais agressivo no desenho exterior que o Cayenne, ainda que mantendo alguns rasgos similares, seguindo ao Panamera e ao Cayenne em seu aspecto interior.

### Detalhes técnicos
Em agosto de 2011 as motorizações para este veículo ainda não tinham sido especificadas, ainda que se apontou que poderia compartilhar com Audi, além da plataforma, o motor 3.0 TDI, que modificado para Porsche poderia dar entre 310 e 350 CV. Também se falou de incorporar motores diesel e híbridos elétricos e gasolina.
O Macan será produzido junto ao Panamera e o Cayenne em Leipzig, Alemanha, numa nova ampliação da fábrica.

## Segunda geração (2024)
A 25 de janeiro de 2024, a Porsche revelou a segunda geração do Macan, que estará disponível apenas com transmissão elétrica, com a produção a começar em 2024. Na Europa, apenas o modelo elétrico será vendido a partir de 2024, no entanto, noutros mercados, a versão a combustão continua disponível.
Baseado na plataforma PPE (Premium Platform Electric), a Porsche lançou o Macan em duas versões distintas: Porsche Macan 4 e Porsche Macan Turbo. O Porsche Macan 4 acelera dos 0-100km/h em 5,2 segundos e o Porsche Macan Turbo em 3,3 segundos, sendo que ambos os veículos contam com uma autonomia combinada de entre 516 a 613km, podendo atingir 784km em condução de cidade.
A nível tecnológico, o Macan pode contar com até 3 ecrãs: Um ecrã curvo para o condutor, um ecrã central para infoentretinmento e um ecrã opcional para o passageiro.